# Štítnatci

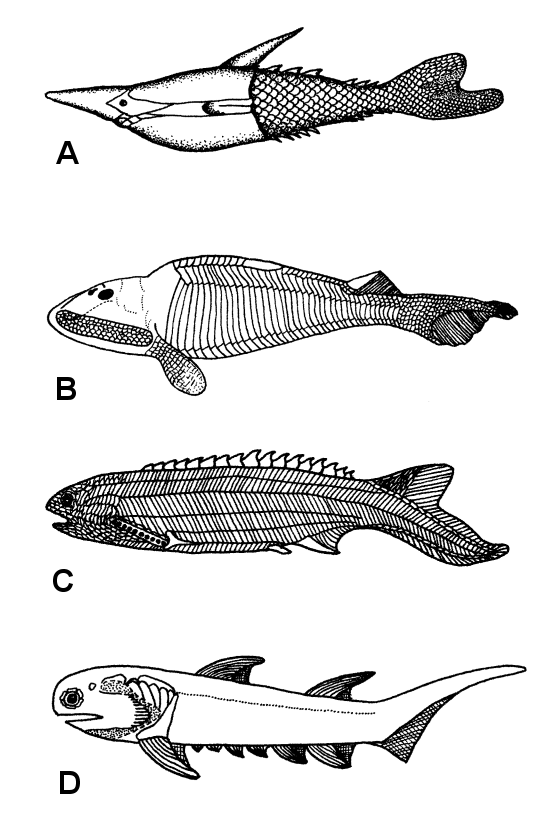
A (Pteraspis), B (Hemicyclaspis), C (Pterygolepis) - zástupci bezčelistnatých Ostracodermi, D (Climatius) - zástupce čelistnatců

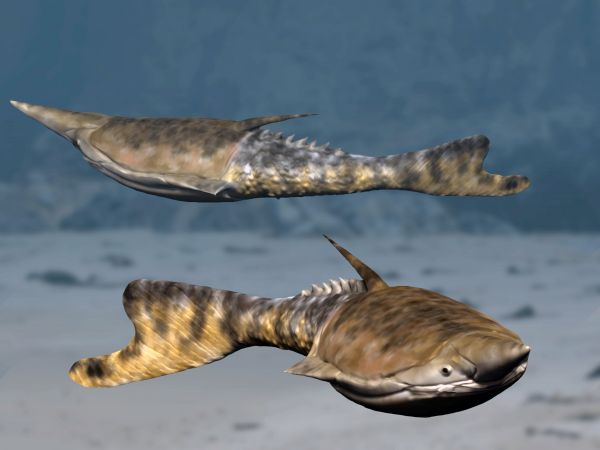
Digitální rekonstrukce vzhledu rodu Pteraspis

Štítnatci (Ostracodermi) jsou skupinou vyhynulých vodních obratlovců s vnějším kostěným krunýřem. Taxonomie této skupiny je ale nejasná a pravděpodobně se nejedná o monofyletický taxon - někteří zástupci jsou příbuzní skupině Agnatha (Cyclostomata), jiní čelistnatým obratlovcům. Žili v období pozdního kambria (Paleozoikum) až devonu (před 500-300 miliony let).

## Popis
Velikost se pohybovala od 10 do 30 cm. Tvarem připomínali ryby s dorsoventrálně zploštělým tělem, obvykle pouze s ocasní ploutví a jedním párem ploutví v přední části těla. Vnitřní kostra byla chrupavčitá, hlavohruď kryl různě tvarovaný kostěný krunýř složený z několika desek, zbytek těla kryly menší šupiny. Měli dvě velké oči umístěné po stranách hlavy a parietální ("třetí") oko na vrchu. Přítomné bylo i vnitřní ucho se dvěma polokruhovými kanálky.

## Biologie
Šlo o mořské, převážně pelagické živočichy žijící u dna a živící se filtrací. Krunýř sloužil pravděpodobně jako ochrana před predátory - poté, co hlavní predátoři štítovců vymřeli, stal se krunýř přítěží a skupina postupně zanikla.